# 柳宾斯基
柳宾斯基（羅馬化：Lyubinskiy）是俄罗斯鄂木斯克州的工人村（市级镇）、柳宾斯基区行政中心及规模最大聚居地，地处鄂木斯克州中西南部，位于州府鄂木斯克西北方，东北方不远处有同属一区的市级镇红亚尔。镇内设有铁路车站。
该地2021年人口有10,290人；2010年人口10,225；2002年人口10,588；1989年人口10,881。